# Wilhelm Benque (paysagiste)
Pour les articles homonymes, voir Wilhelm Benque et Benque (homonymie).
Friedrich Wilhelm Alexander Benque, né le 24 février 1814 à Ludwigslust et mort le 1er novembre 1895 à Brême, est un paysagiste et architecte paysagiste allemand.
Il est entre autres l'auteur du cimetière du Sud de Kiel, cimetière paysager ouvert en 1869.